# ماري ماهوني
ماري ماهوني (بالإنجليزية: Marie Mahoney)‏ هي لاعب كرة قاعدة أمريكية، ولدت في 21 سبتمبر 1924 في هيوستن في الولايات المتحدة، وتوفيت في 23 يناير 2016.